# Osarin
Osarin, en arabe : أُوصرين, est un village du gouvernorat de Naplouse en Palestine, situé à 16 km au sud-est de Naplouse, au centre de la Cisjordanie.
Selon le recensement du bureau central palestinien des statistiques, la localité compte une population de 2 053 habitants en 2017.